# Fiona (Flusspferd)

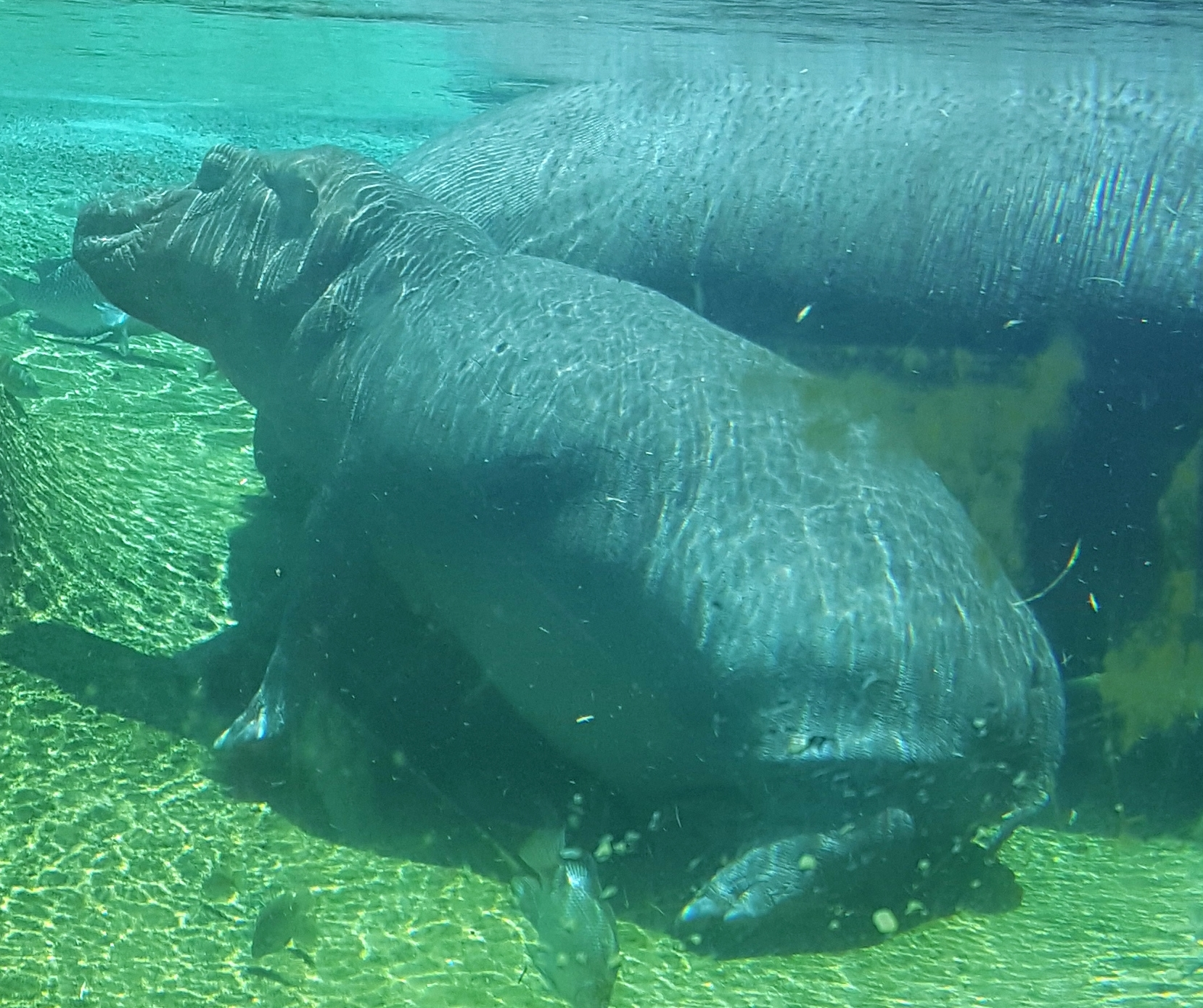
Fiona mit ihrer Mutter Bibi

Fiona ist ein weibliches Flusspferd (Hippopotamus amphibius), das am 24. Januar 2017 im Cincinnati Zoo and Botanical Garden geboren wurde. Seit August 2017 sind Videos der Flusspferdkuh im Internet zu sehen, die weltweite Aufmerksamkeit bekamen und eine „Fionamania“ auslösten. Fiona ist das erste Flusspferd, von dem pränatale Ultraschallbilder angefertigt wurden.

## Geburt und erstes Lebensjahr
Der Flusspferdbulle „Henry“ verbrachte über 30 Jahre im Dickerson Park Zoo in Springfield, Missouri, im Juni 2016 wurde er nach Cincinnati verlegt. Die Flusspferdkuh „Bibi“, geboren 1999, kam im selben Jahr aus dem im Forest Park von St. Louis gelegenen St. Louis Zoo nach Cincinnati. Dort wurden die beide im neu erbauten „Hippo Cove“ untergebracht, nachdem der Zoo 20 Jahre lang keine Flusspferde gehalten hatte. Am 24. Januar 2017 wurde das Kalb der beiden Flusspferde sechs Wochen zu früh geboren; es wog nur 13 Kilogramm. Die normale Tragezeit bei Flusspferden beträgt rund acht Monate, das Geburtsgewicht sollte zwischen 25 und 54 Kilogramm liegen.
Das Zooteam gab dem Jungtier den Namen „Fiona“ wegen der Ähnlichkeit seiner Ohren mit denen der gleichnamigen weiblichen Hauptfigur aus der Filmreihe Shrek sowie unter Verweis auf die Herkunft des Namens von gälisch fionn [fjũːɴ] „weiß; schön“.
Fiona ist das erste Flusspferdkalb nach 75 Jahren, das im 1875 gegründeten Zoo von Cincinnati, dem zweitältesten der USA, auf die Welt kam. Weil es eine Frühgeburt war, wurde es mit Hilfe von Krankenschwestern des Cincinnati Children’s Hospital rund um die Uhr betreut. Voll ausgetragene Flusspferdkälber können sofort nach der Geburt stehen und laufen, was bei Fiona nicht der Fall war; es wurde befürchtet, das schwache Jungtier würde nicht überleben. Es wurde mit einer Mischung aus der Milch seiner Mutter und aus Zusatzernährung per Flasche ernährt. Wenige Wochen nach seiner Geburt bekam es seine ersten Zähne, verweigerte die Flasche und dehydrierte, weshalb ihm durch Fachkräfte des Cincinnati Children’s Hospitals ein Venenkatheter zur künstlichen Ernährung gelegt wurde.
Am 5. Februar 2017 machte Fiona ihre ersten Schritte. Als sie am 31. Mai den Medien vorgestellt wurde, wog sie 125 Kilogramm. Im Juni 2017 erreichte sie ein für ihr Alter normales Gewicht von 144 Kilogramm und brachte im August 2017 250 Kilogramm Körpergewicht auf die Waage. Im Juni 2017 wurde sie erfolgreich mit ihren Eltern zusammengeführt. Ende Oktober 2017 musste Fionas Vater Henry nach längerer Krankheit im Alter von 36 Jahren eingeschläfert werden. An ihrem ersten Geburtstag am 24. Januar 2018 wog Fiona bereits mehr als 297 Kilogramm. Aus Sicherheitserwägungen gehen die Vollzeitpfleger mit Fiona seit etwa Mitte Dezember 2017 auf Grund ihrer Größe, ihres hohen Gewichts von über 297 kg und der potentiellen Gefährlichkeit für den Menschen nur noch durch Metallbarrieren um.

## Trächtigkeitsuntersuchung und Aufzucht
Da das Muttertier Bibi an Berührung durch den Menschen gewöhnt wurde, waren erstmals Ultraschalluntersuchungen bei einem Großflusspferd möglich. Dazu hatte man ihm beigebracht, freiwillig in einer Metallbox stillzustehen, deren weite Gitterabstände direkten Kontakt durch Tierarzt und Pflegepersonal erlaubten. Fiona soll das erste Flusspferd weltweit sein, von dem pränatal ein Ultraschall gemacht wurde und die vorgeburtliche Entwicklung durch wöchentliche Sonografien festgehalten werden konnte. Obwohl die Untersuchungen bereits seit August 2016 durchgeführt wurden, gelangen erst Anfang Januar 2017 mit der Senkung des Uterus deutliche Ultraschallbilder.
Da das Kalb wegen seiner anfänglichen Schwäche nicht gesäugt werden konnte, entwickelten Jessye Wojtusik, Postdoktorandin am Center for Conservation and Research of Endangered Wildlife des Zoos, die Ernährungswissenschaftlerin des Zoos Barbara Henry und der Wissenschaftler Michael Power am Smithsonian’s Milk Repository im Smithsonian’s National Zoo zusammen mit Fionas Pflegern ein eigenes Versorgungskonzept, da auch von anderen Zoos keine Erfahrungsberichte zur Handaufzucht eines Flusspferdes vorlagen. Dazu molken Wojtusik und später die Pfleger im Zoo zum ersten Mal ein Flusspferd. So konnte Michael Power erstmals neben der exakten Zusammensetzung der Muttermilch von Flusspferden auch Nährstoffschwankungen durch Untersuchung der Proben von Tag 1, 3, 8 und 9 bestimmen. Bis dahin lag den Wissenschaftlern nur ein ungenauer Forschungsbericht aus dem Jahr 1959 vor, der zudem den Fettgehalt der Milch zu hoch angab. Power stellte fest, dass die Milch sehr proteinreich, relativ zucker- und fettarm und ähnlich der von Ameisenbären ist.
Ausgehend von dieser Zusammensetzung wurde die Flaschennahrung hergestellt, um es, neben der Flaschenfütterung mit der zweimal täglich gemolkenen Milch, die nicht zur Vollernährung des Kalbes ausreichte, optimal mit Nährstoffen zu versorgen. Anhand der Beobachtungen von Tierpflegern und Tierärzten über Gewichtszunahme oder -abnahme, das Energieniveau, die Blutwerte und Verdauung des Kalbes wurde die Formel zur Nahrungsherstellung variiert. Die Erfahrungen und Erkenntnisse werden in einem Handbuch zusammengefasst, das auch anderen Zoos bei der Handaufzucht von Flusspferden als Leitfaden dienen soll.
Darüber hinaus wurde ein kleiner Teil der Milch für weitere Analysen dem Smithsonian’s Milk Repository zur Verfügung gestellt, das mit 15.000 Milchproben von mindestens 130 verschiedenen Säugetierarten die umfangreichste Sammlung exotischer Tiermilchen in den USA beherbergt. So soll anhand der genommenen Milchproben am Smithsonian’s National Zoo & Conservation Biology Institute erforscht werden, wie sich Nährstoffgehalt und Zusammensetzung im Verlauf der Säugezeit verändern. Zudem soll die Milch von Bibi mit der anderer Flusspferdweibchen verglichen werden, um spezifische Unterschiede herauszufinden.

## Vermarktung und Medien
Ab August 2017 wurden auf Initiative von Facebook (dort The Fiona Show) wöchentlich neue Videos veröffentlicht, die bis Januar 2018 27 Mio. Abrufe und im Juni 2018 über 1 Mio. Follower hatte. Die Zahl der Videoklicks des Zoos stieg in sechs Monaten von acht auf 106 Millionen an. Weltweit verbreitete sich in den Medien das Foto von einem jungen Mann, der seiner Freundin vor Fionas Wasserbecken einen Heiratsantrag machte, während das Tier scheinbar beifällig durch die Glasscheibe zuschaute. Die Medien beschrieben dies als Photobombing. Darüber hinaus gibt es zahlreiche Merchandise-Produkte mit dem Slogan Team Fiona und dem Abbild von Fiona. Eine örtliche Brauerei brachte ein Team-Fiona-Bier auf den Markt und spendet 25 Prozent des Umsatzes an den Zoo, bis zum November 2017 kamen 30.000 Dollar zusammen. Bisher erschienen mehrere Bücher über Fiona, darunter das Kinderbuch Saving Fiona, das der Zoodirektor Thane Maynard verfasste.

## Kritik
Medienkritiker wie beispielsweise Delaney Ross stehen Medienpräsentationen von Zootieren eher skeptisch gegenüber. Einerseits könnten Zoos durch solche Aktionen auf besondere, gefährdete Tierarten aufmerksam machen – Flusspferde wie Fiona werden als „gefährdet“ eingestuft. Die vermehrte mediale Aufmerksamkeit um einzelne Zootiere steigere außerdem die Besucherzahlen und Einnahmen des jeweiligen Zoos oder Tierparks. Allerdings seien derlei Einrichtungen in gewisser Weise auch abträglich für die geistige wie körperliche Verfassung der Tiere, da die Gehegebedingungen oft nicht ansatzweise den natürlichen Bedingungen der Heimat der Tiere entsprächen. Außerdem sei zu hinterfragen, was der jeweilige Zoo mit den Einnahmen aus Medienrummel und Merchandising wirklich anstelle.
Der mediale Rummel um Zootiere wird mitunter auch als geschmacklos angesehen. So waren zum Beispiel Live-Übertragungen der Geburt der Giraffendame „April“ auf Youtube und anderen Videoportalen so stark kritisiert worden, dass sie wieder entfernt werden mussten. Als Grund gaben Kritiker an, derlei Bilder seien „vulgär“ und „ausbeuterisch“.
In einem Artikel der New York Times über das Flusspferd von November 2017 wurde kritisiert, dass es gefährlich sein könne, wilde Tiere übermäßig zu feiern und zu vermenschlichen, indem man eigene Fantasien und Wünsche auf sie projiziere und die Darstellung in eine herzerwärmende Geschichte verwandele, die dazu diene, das eigene Gefühl von Gutherzigkeit zu bekräftigen. Das Tier werde zu einem Meme, einem Produkt, einer Verkaufseinheit (Original: “… it can be dangerous to overhype and anthropomorphize wild animals, as we project our fantasies and desires onto them and turn the narrative into a heartwarming tale that serves to reaffirm our own sense of goodness. The animal becomes a meme, a product, a unit of sale.”)
Mike Shriberg, Direktor des Great Lakes Regional Center der National Wildlife Federation, begrüßte die Bekanntheit von Fiona, über die Aufmerksamkeit auch auf wildlebende Flusspferde gerichtet werde, kritisierte aber, dass in der Berichterstattung ernsthafte Probleme wie schrumpfende Lebensräume und illegale Jagd auf Wildtiere vermieden werden.
Rebecca Lewison, Ökologin an der San Diego State University und Vorsitzende der Hippo Specialist Group der IUCN (International Union for Conservation of Nature and Natural Resources; deutsch „Internationale Union zur Bewahrung der Natur und natürlicher Ressourcen“) sah keinen großen Nachteil in der vermenschlichten Darstellung Fionas, allerdings auch keinen großen Vorteil für wilde Flusspferde. Die Öffentlichkeit habe viel „Flusspferd-Enthusiasmus“, der sich aber nicht in Unterstützung für den Schutz wilder Flusspferde niederschlage.